# Alfred Lindon
Pour les articles homonymes, voir Lindon.
Alfred Lindon, né Abner Lindenbaum le 4 décembre 1867 à Cracovie (dans la partie polonaise occupée par l'Autriche-Hongrie) et mort le 10 mai 1948 à Paris, est un bijoutier juif ashkénaze de Pologne né dans un milieu pauvre et devenu expert en perles à Londres puis à Paris. Marié à la sœur du fondateur de l'empire Citroën, il réunit à Paris une collection importante de tableaux d'art moderne qui est confisquée par l'occupant allemand pendant la Seconde Guerre mondiale. Après la guerre, certains tableaux lui sont restitués, et d'autres le sont après sa mort à ses héritiers.

## Famille
Lindon naît Abner Lindenbaum en 1867 à Cracovie, qui se situait dans la partie de la Pologne dévolue à l'Autriche après le partage de ce pays dans la seconde moitié du XVIIIe siècle. La ville comporte une forte minorité juive ashkénaze depuis au moins deux siècles. Son père est un petit commerçant paupérisé, Moses Lindenbaum, et sa mère est née Caroline Weil. Ils émigrent à Londres pour des raisons économiques alors que leur fils est âgé de trois ans. Alfred leur fils devient bijoutier. Il épouse Fernande Citroën (1874-1963), fille de diamantaires juifs hollandais et sœur aînée du futur grand industriel de l'automobile André Citroën et le couple s'installe à Paris à son mariage. Alfred et Fernande Lindon ont cinq fils : Lucien, Maxime, Raymond, Maurice et Jacques. Son petit-fils, Jérôme Lindon (mort en 2001), fils de Raymond, devient une figure importante du monde de l'édition (éditions de Minuit). Parmi ses arrière-petits-enfants, l'on compte le journaliste et romancier Mathieu Lindon et l'acteur Vincent Lindon.

## Carrière

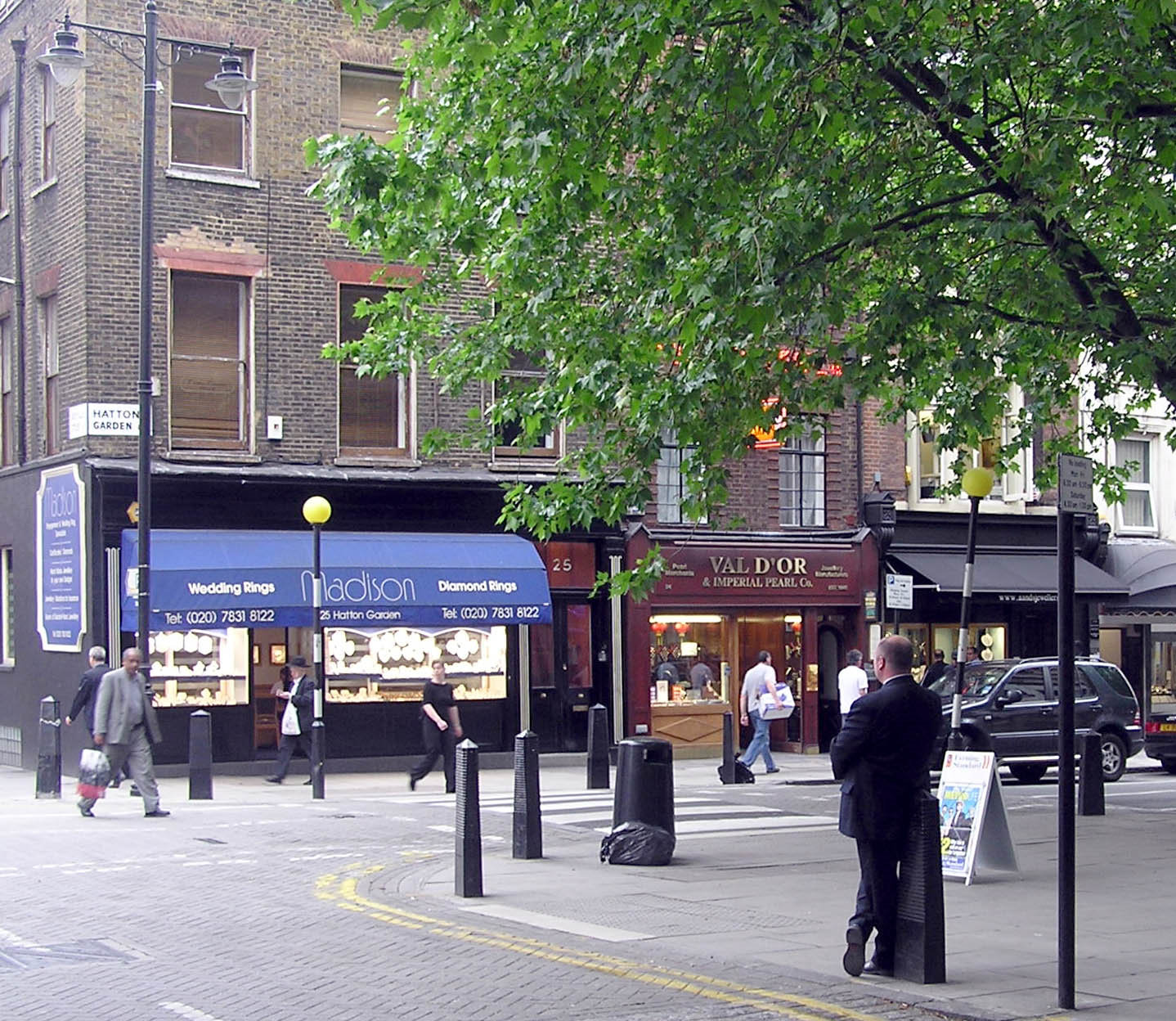
25 Hatton Garden à Londres (2005).

Alfred Lindenbaum commence dans le monde de la bijouterie et parvient à devenir un expert réputé en perles. Il est en partenariat d'affaires avec Adolf Weil et Lewis Lindenbaum qui sont diamantaires à Londres au 25 Hatton Garden et à Paris au 48 rue La Fayette, sous le nom de Lindenbaum & Weil. Ce négoce est actif dès le début des années 1890. En 1901, il acquiert un collier de perles de six rangs de l'entourage de Napoléon pour la somme considérable de vingt mille livres sterling à une vente de chez Christie's à Londres. Le partenariat cesse à la fin de l'année 1911. Par la suite, Weil et les Lindenbaum rivalisent aux enchères de Londres concernant les perles précieuses. En 1916, un membre de la famille Lindenbaum est le sous enchérisseur d'un collier de perles vendu chez Christie's pour vingt-quatre mille livres sterling.
Lindenbaum (ce qui signifie « tilleul » en allemand) changea son nom de famille en Lindon en 1916, ce qui lui semblait plus acceptable au vu du contexte historique. C'est à cette époque aussi qu'il abandonne son passeport austro-hongrois.

## Vie parisienne
Alfred Lindon, connaisseur des salles des ventes pour les perles et les bijoux, se met aussi à acquérir des œuvres d'art et se transforme la cinquantaine venant en un collectionneur avisé. En 2006, son petit-fils Denis Lindon (fils de Raymond) se souvient de son grand-père à Paris dans son hôtel particulier de l'avenue Foch, alors qu'il avait environ 70 ans: « C'était un bon vivant, pourrais-je dire. Il était gourmand et plutôt gros car il se nourrissait trop. Il était passionné de musique et lisait beaucoup ; mais c'était surtout l'art qui était au centre de sa vie ».
Il y avait aussi un autre trait de caractère chez Alfred Lindon. Denis Lindon se souvient que son grand-père « faisait toujours montre d'inquiétude et en ce sens il était très juif. Il s'inquiétait fort de l'avenir et était toujours pessimiste. » Denis Lindon fait le lien avec son milieu d'origine : Alfred Lindon « avait eu une jeunesse extrêmement difficile et avait toujours cet esprit juif de considérer que les choses ne pouvaient qu'empirer. C'est ce qui lui a sans doute sauvé la vie car s'il n'avait pas été pessimiste il serait peut-être demeuré à Paris et aurait terminé à Auschwitz ».

## Seconde Guerre mondiale

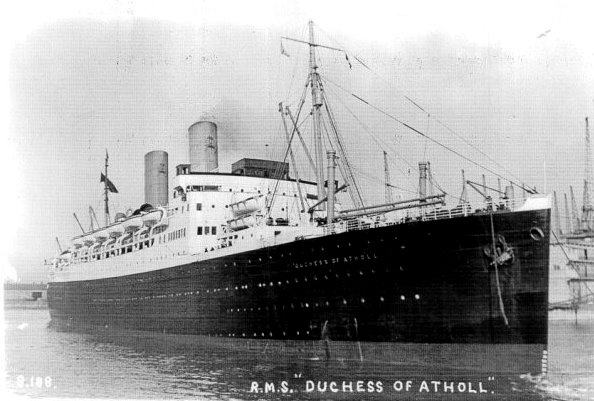
Le RMS Duchess of Atholl, paquebot que prirent les Lindon pour fuir en Amérique du Nord.

Lindon  et son épouse quittèrent Paris pour Londres juste après l'invasion allemande de juin 1940. Ils embarquèrent le 17 août 1940 de Liverpool pour Montréal, sur le RMS Duchess of Atholl,. Ils s'installèrent ensuite aux États-Unis pendant toute la durée de la guerre. Avant d'avoir quitté Paris, ils avaient mis leur collection de soixante-quatre tableaux dans les coffres-forts de la filiale de la Chase Manhattan Bank de la rue Cambon, pensant que cela était plus sûr puisque les États-Unis n'étaient pas encore en guerre (ils ne le seront qu'en décembre 1941). Cette banque américaine eut le droit de poursuivre son activité en France pendant toute l'Occupation. Le directeur de la filiale parisienne, Carlos Niedermann, entretenait de bons rapports avec les autorités allemandes.
Lorsque les Allemands envahirent Paris en juin 1940, le Devisenschutz-Kommando (Commandement pour la protection des devises),  perquisitionna la Chase Bank à la recherche de devises étrangères ; mais n'en trouvant pas, ils s'emparèrent de la collection d'art d'Alfred Lindon,. Les tableaux furent transférés en décembre 1940 au Einsatzstab Reichsleiter Rosenberg (ERR), qui prenait dans les territoires occupés des butins pour le régime et envoyait en Allemagne des collections entières d'art et d'antiquités dans le but de mettre sur pied le futur Führermuseum d'Hitler ou d'enrichir des collections personnelles de dirigeants, comme Hermann Göring.
Parmi les tableaux volés par les Allemands, l'on distingue Le Salon de Madame Aron de Vuillard (1911-1912), œuvre intimiste importante du maître qui donne un aperçu de la vie bourgeoise de ces années en France. Ce tableau retourne aux héritiers Lindon en 2006 après que la National Gallery of Canada l'eut identifié comme tableau volé (à cause de son historique de provenance incomplet) et rendu cette affaire publique,. Jacques Lindon, l'un des fils d'Alfred expert d'art, a par deux fois dénié le fait que cette œuvre ait pu appartenir à son père ; mais finalement les autorités françaises ont publié des documents allemands du temps de l'Occupation selon lesquels elle appartenait bien à Alfred Lindon. Comme aucun des quinze descendants environ d'Alfred Lindon n'avait les moyens de dédommager les autres pour se l'approprier, ce tableau fut mis aux enchères chez Christie's à New York en 2006 et fut vendu pour 912 000 dollars,,.
Un autre tableau volé est le fameux tableau de Claude Monet La Rue Montorgueil, à Paris. Fête du 30 juin 1878, qui entra dans la collection de Göring par le ERR en 1941. Il dépeint une scène patriotique de la rue Montorgueil, jour de fête avant que le 14 juillet ne soit reconnu fête nationale. Ce tableau fut retrouvé en Italie après la guerre et montré à l'exposition de la Galerie Nationale du Jeu de Paume en 1946 sur les œuvres restituées à la France. Cette toile se trouve désormais au Musée d'Orsay. La toile de Van Gogh, Fleurs dans un vase,  qui faisait aussi partie de la collection d'Alfred Lindon, figurait parmi les vingt-cinq tableaux de différentes provenances que Göring a échangés pour des tableaux de maîtres anciens de la Galerie Fischer en 1941. Un tableau d'Alfred Sisley Premier jour de printemps à Moret peint en 1889 fait aussi l'objet d'un procès en 2017-2018 entre les héritiers et Christie's. La Seine à Bougival d'Alfred Sisley a été acheté par Alfred Lindon à la Galerie Paul Rosenberg ; il a fait partie lui aussi de la collection de Göring et a été restitué à Alfred Lindon en 1946, avant d'être vendu par ses héritiers en 2018.

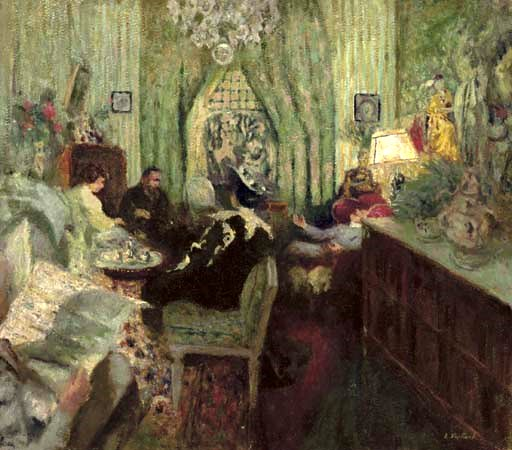
Édouard Vuillard, Le Salon de Madame Aron, 1911-1912
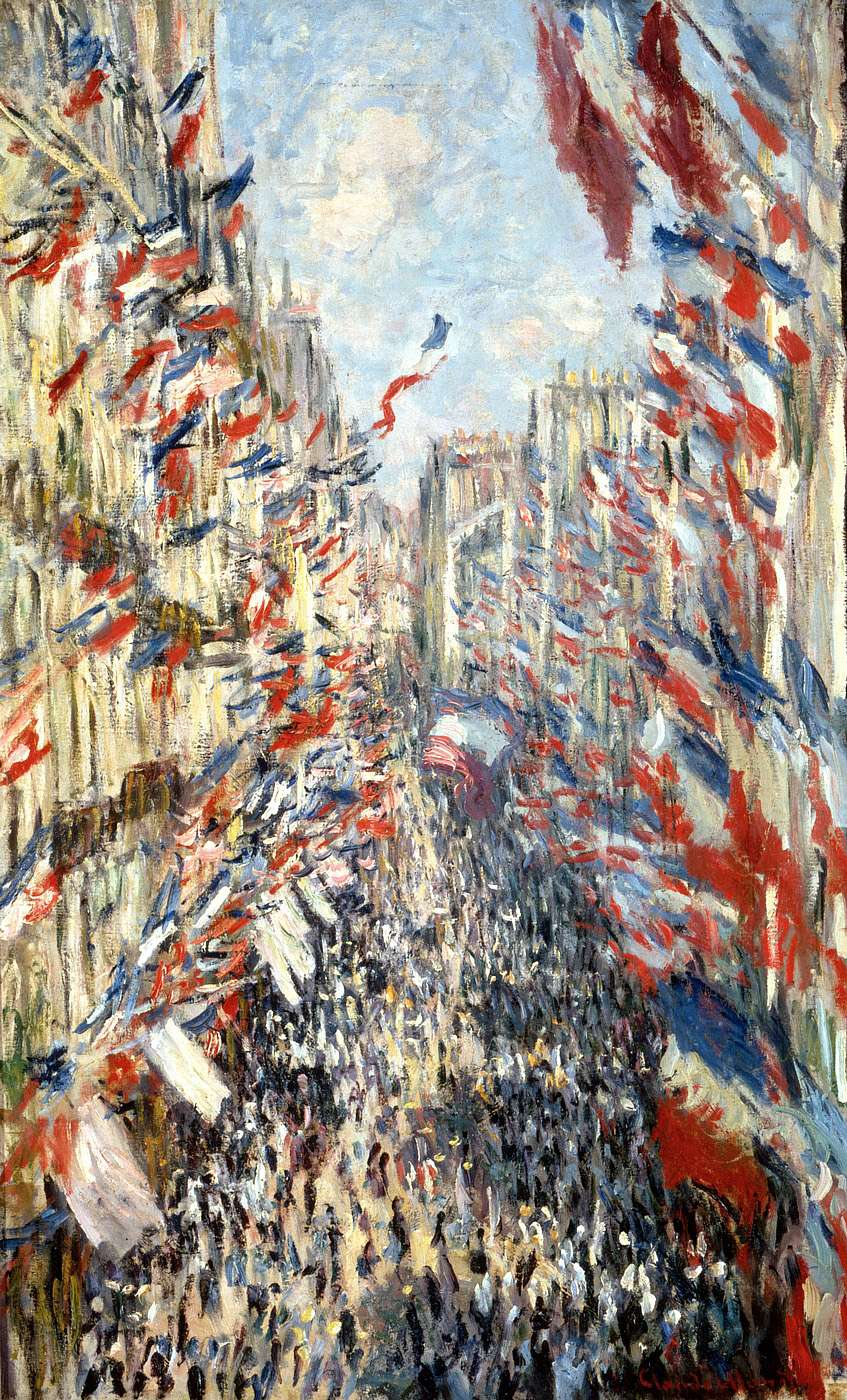
Claude Monet, La Rue Montorgueil, à Paris. Fête du 30 juin 1878, 1878
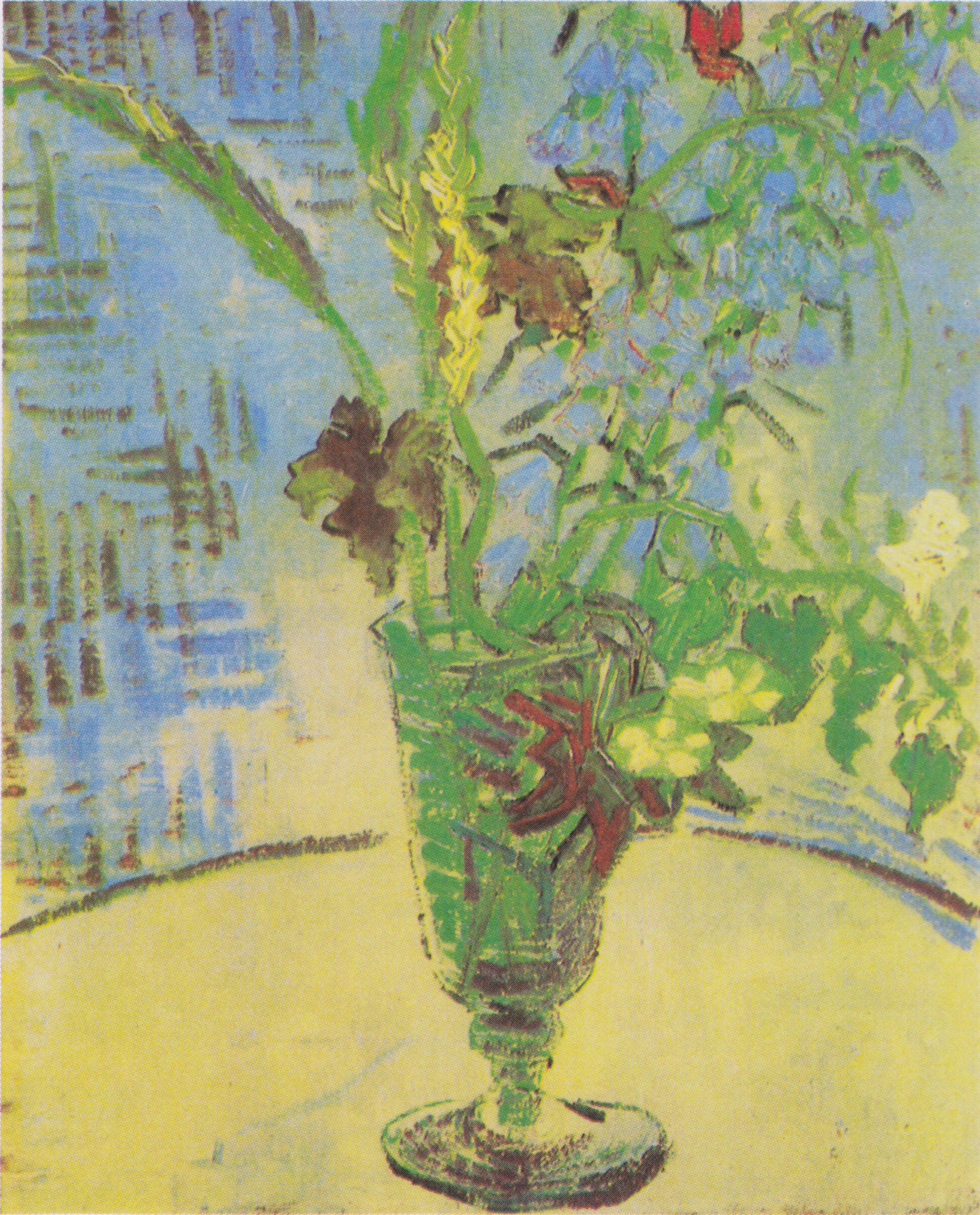
Vincent van Gogh, Fleurs dans un vase, 1890
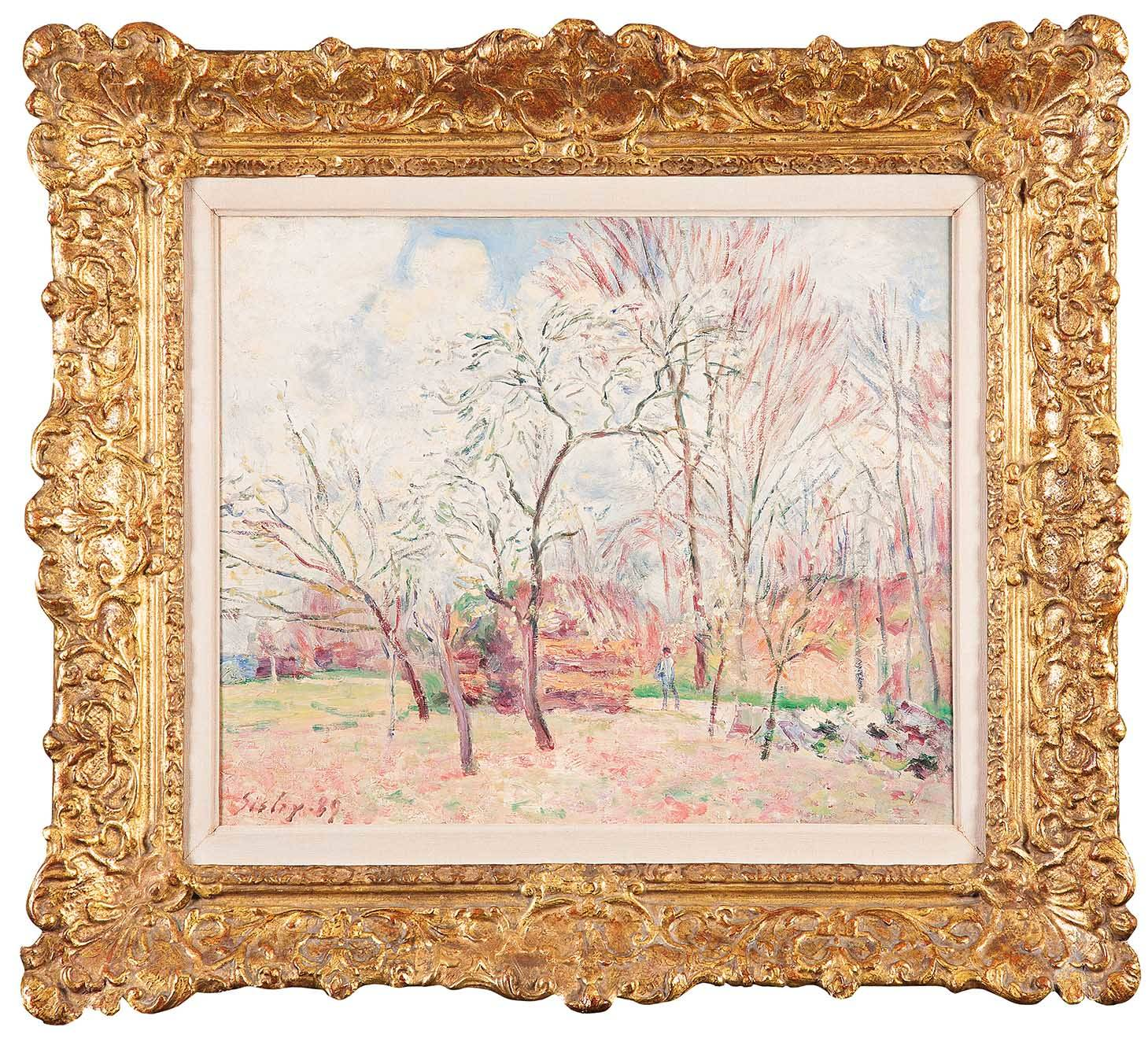
Alfred Sisley, Premier jour de printemps à Moret, 1889

## Après la guerre

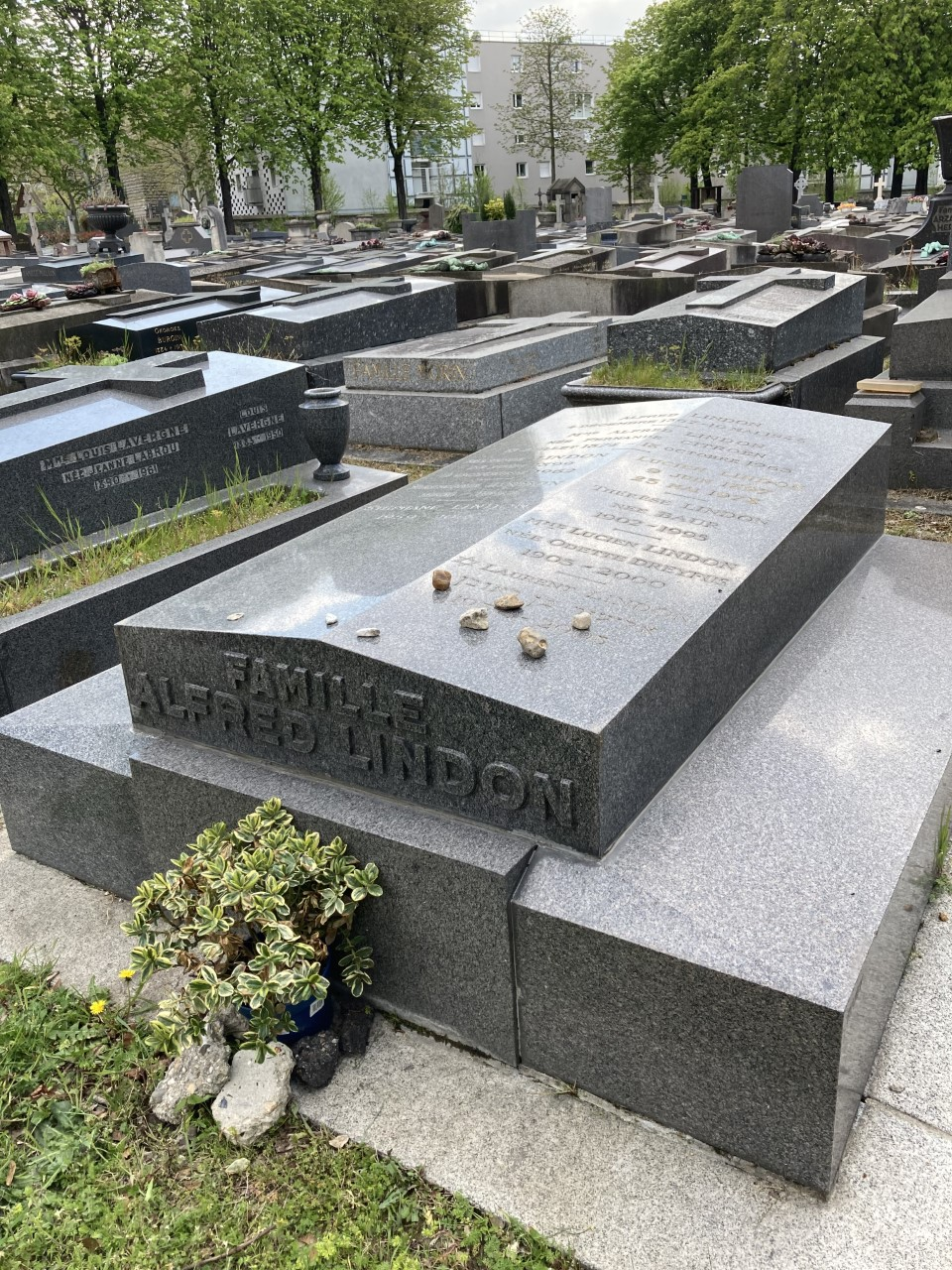
Tombe d'Alfred Lindon au cimetière des Batignolles (division 26).

Lindon et sa femme retournèrent à Paris après la guerre à temps pour retrouver une partie de leur collection. D'après Denis Lindon qui habitait avec ses parents chez son grand-père après la guerre, l'hôtel particulier était demeuré intact car la Gestapo y avait installé ses bureaux. Les tapisseries du XVIIIe siècle et le mobilier étaient encore en place, seuls manquaient les tableaux. Alfred Lindon mourut en 1948 et son épouse en 1963. Ils reposent au cimetière des Batignolles (division 26).